# LK I
LK l (повна назва Leichter Kampfwagen, Ляйхтер Кампфваген, у перекладі з  нім. -«Легка бойова машина») німецький танк часів Першої світової війни, розроблений Йозефом Фолльмером.

## Історія створення
Після того, як продемонстрували макет німецького танка A7V, командуванням було запропоновано створити більш важкі надтанки. Це завдання доручили Йозефу Фольмеру, але той дійшов висновку, все ж логічніше будувати легкі машини, які можна створювати швидше і більше. Умовами швидкого створення та організації виробництва стало існування автомобільних агрегатів та у великих кількостях. У військовому відомстві на той час було понад 1000 різних автомашин з двигунами 40-60 к.с., які визнавалися непридатними для застосування у збройних силах, тобто називалися «пожирателями пального та шин». Але за належного підходу можна було одержати групи по 50 і більше одиниць і на цій основі створювати партії легких бойових машин, що мають запас агрегатів та вузлів.
Передбачалося використання автомобільного шасі "всередині" гусеничного, встановлюючи провідні колеса гусеничного ходу на їх приводні осі. Німеччина, мабуть, перша усвідомила таку перевагу легких танків як можливість широкого застосування автомобільних агрегатів.
Пропонувалося збільшити кут підйому похилої гілки гусениці для підвищення прохідності та ефективності при подоланні дротяних загороджень. Обсяг бойового відділення мав бути достатнім для нормальної роботи, а посадка та висадка екіпажу — простий та швидкий. Необхідно було звернути увагу на пристрій оглядових щілин і лючків, на пожежну безпеку, герметизацію танка на випадок застосування противником вогнеметів, захист екіпажу від уламків та свинцевих бризок, а також на доступність механізмів для обслуговування та ремонту та можливість швидкої заміни двигуна, наявність системи очищення гусениць від бруду.
У результаті вийшов танк із переднім розташуванням двигуна, заднім — трансмісії та бойового відділення. При першому ж погляді на нього впадала в очі схожість із англійським середнім танком Mk А «Whippet», що з'явився на полі бою лише у квітні 1918 року. Танк LK-I мав башту, що оберталася, прототип «Уіппета» (легкий танк Триттона) — також. Останній офіційно випробували в Англії у березні 1917 року. Можливо, німецька розвідка мала деякі дані про ці випробування. Однак схожість компонування можна пояснити і вибором автомобільної схеми як базової, кулеметні ж добре відпрацьовані вежі застосовувалися на бронеавтомобілях усіма воюючими сторонами. Тим більше, що за своїм пристроєм танки LK значно відрізнялися від «Уіппета»: відділення управління розміщувалося за двигуном, причому сидіння механіка-водія розташовувалося по осі машини, а за ним знаходилося бойове відділення.
Проект було представлено у вересні 1917 року. Після схвалення начальником Інспекції автомобільних військ, 29 грудня 1917 року було ухвалено рішення про будівництво легких танків. Але Ставка Головного командування відхилила це рішення 17.01.1918 р., оскільки вважала надто слабким бронювання таких танків. Трохи згодом стало відомо, що Головне командування саме вело переговори з Круппом про легкий танк. Створення легкого танка під керівництвом професора Раузенбергера почалося фірмі Круппа ще навесні 1917 року. У результаті цю роботу все ж таки схвалили, і вона перейшла у відання Військового міністерства. Дослідні машини отримали позначення LK-I (Leichter Kampfwagen) і було надано дозвіл на будівництво двох екземплярів.

## Вимоги СВГ
- екіпаж 2-3 особи;
- озброєння - 57-мм гармата або два кулемети;
- наявність лючків - «бійниць» для стрілянини з особистої зброї;
- товщина броні не менше ніж 14 мм;
- пружна підвіска;
- швидкість руху по рівній місцевості із ґрунтом середньої твердості - 12-15 км/год;
- питомий тиск на ґрунт близько 0,5 кг/см²;
- ширина рову, що перекривається, — 2 метри і здатність брати підйоми крутістю до 45°;
- поворотливість будь-якому грунті;
- час дії без поповнення запасу пального та боєкомплекту – до 6 годин:
- маса не вище 8 тонн

## Опис конструкції

### Корпус
Конструкція корпусу була клепаною і збиралася на металевому каркасі. Двигун, радіатор, масляні та паливні баки, а також трансмісія займали всю передню частину танка. Щоб забезпечити максимальну технологічність, Фольмер вирішив встановити всередині гусеничного шасі автомобільну раму, на якій встановлювалися основні агрегати. При цьому рама кріпилася не жорстко, а на ресорах, що залишилися. Жорстко пов'язаною з бічними рамами гусеничного ходу виявлялася лише задня вісь, яка використовується для приводу провідних коліс. Таким чином, пружна підвіска виявлялася двоступінчастою — гвинтові пружини ходових візків та напівеліптичні ресори внутрішньої рами. Новинки в конструкції танка LK були захищені рядом особливих патентів, таких як, наприклад, патенти № 311169 та № 311409 на особливості пристрою гусеничного ходу.
Бойове відділення LK-I розташовувалося позаду, надаючи німецькому танку зовнішню схожість із британським Mk A «Whippet». Екіпаж із двох осіб (водія та командира) розташовувався «гуськом»(українське: "шором" або "рядком") у високій надбудові, на даху якої встановлювалася циліндрична вежа. Відповідно до пред'явлених вимог перший варіант танка отримав один 7,92-мм кулемет MG 08 з гвинтовим підйомним механізмом. У даху вежі був круглий люк з відкидною кришкою, у кормі — невеликий двостулковий лючок. Судячи з конструкції башти, її запозичували з мінімальними змінами від єдиного німецького серійного бронеавтомобіля Ehrhardt E/V-4.
Для доступу до двигуна з обох бортів та на даху в носовій частині корпусу було зроблено прямокутні люки. Радіатор був захищений передніми жалюзі з 6 стулками. Посадка та висадка з танка проводилася через двері в бортах.
Товщина броні в лобовій частині корпусу склала 14 мм, борти, дахів та днище захищалися 8-мм бронею.
Прилади спостереження, як такі, були відсутні. Водій мав у своєму розпорядженні три вікна з двостулковими броньованими кришками та оглядовими щілинами. Командир міг спостерігати за навколишнім оточенням через бортові люки в корпусі та оптичний кулеметний приціл. У цьому плані LK-I у відсутності жодних переваг перед іншими машинами аналогічного призначення.

### Озброєння
Екіпаж із двох осіб (водія та командира) розташовувався «гуськом» (українське: "шором" або "рядком") у високій надбудові, на даху якої встановлювалася циліндрична башта. Циліндрична клепана вежа мала амбразуру для установки кулемета MG 08, прикриту з боків двома зовнішніми щитками подібно до башт бронеавтомобілів. Кулеметна установка постачалася гвинтовим підйомним механізмом. У даху башти був круглий люк з відкидною кришкою, у кормі — невеликий двостулковий лючок. Судячи з конструкції башти, її запозичували з мінімальними змінами від єдиного німецького серійного бронеавтомобіля Ehrhardt E/V-4.

### Двигун та трансмісія
У передній частині машини встановлювалися двигун та трансмісія. Двигун та трансмісія базового автомобіля загалом зберігалися. Вся конструкція танка була бронеавтомобілем, як би поміщений в гусеничний хід. Двигун був карбюраторний, 4-циліндровий, рідинного охолодження потужністю 40-60 л. с. Трансмісія механічного типу з 4-ступеневою коробкою передач.

### Ходова частина
Гусеничне шасі збиралося на особливій рамі. Ходова частина кожного борту полягала між двома поздовжніми паралельними стінками, пов'язаними поперечними перемичками. Між ними підвішувалися до рами на гвинтових циліндричних пружинах ходові візки. На борт припадало п'ять візків із чотирма опорними катками кожна. Ще один візок жорстко кріпився попереду - його ковзанки служили упорами для висхідної гілки гусениці. Жорстко закріплювалася також вісь заднього ведучого колеса, що мало радіус 217 мм та 12 зубів. Напрямне колесо було підняте над опорною поверхнею, а його вісь забезпечена гвинтовим механізмом регулювання натягу гусениць. Поздовжній профіль гусениці розраховувався так, щоб при русі твердою дорогою довжина опорної поверхні становила 2,8 м, на м'якому грунті дещо збільшувалася, а при переході через окопи досягала 5 м. Піднята передня частина гусениці виступала попереду корпусу. Таким чином передбачалося поєднати поворотливість на твердому ґрунті з високою прохідністю. Конструкція гусениці повторювала A7V, але у зменшеному варіанті. Ширина черевика становила 250 мм, товщина - 7 мм; ширина рейки - 80 мм, проріз рейки - 27 мм, висота - 115 мм, крок траку - 140 мм. Кількість траків у ланцюзі зросла до 74, що сприяло підвищенню швидкості ходу. Опір ланцюга на розрив — 30 т. Від поперечного усунення нижню гілка гусениці утримували центральні реборди ковзанок і боковини ходових візків, верхню стінки рами.
Усередині такого готового гусеничного шасі кріпилася рама автомобіля з основними агрегатами, але не жорстко, а на ресорах, що зберігалися. Жорстко пов'язаною з бічними рамами гусеничного ходу виявлялася лише задня вісь, що використовується для приводу провідних коліс. Таким чином, пружна підвіска виявлялася двоступінчастою — гвинтові пружини ходових візків та напівеліптичні ресори внутрішньої рами. Новинки в конструкції танка LK були захищені рядом особливих патентів, як, наприклад, патенти № 311169 та № 311409 на особливості пристрою гусеничного ходу. Двигун та трансмісія базового автомобіля загалом зберігалися. Вся конструкція танка була бронеавтомобілем, як би поміщений в гусеничний хід. Така схема дозволяла отримати цілком міцну конструкцію з пружною підвіскою та досить великим кліренсом.

## Випробування
Ходові випробування першого досвідченого LK-I відбулися у березні 1918 року. Пройшли вони досить успішно, але вирішили доопрацювати конструкцію — посилити бронезахист, покращити ходову частину і пристосувати танк для масового виробництва. Таким чином створили танк Lk ll поліпшену версію Lk l.